# Téglás
Téglás [tégláš] je město ve východním Maďarsku v župě Hajdú-Bihar, spadající pod okres Hajdúhadház, těsně u hranic župy Szabolcs-Szatmár-Bereg. Nachází se asi 16 km severně od Debrecínu a 20 km jižně od Nyíregyházy. V roce 2015 zde žilo 6 406 obyvatel.
Téglás leží na silnici 4, vedoucí z Nyíregyházy do Debrecínu a dále až do Szolnoku.
Nejbližšími městy jsou Balkány, Hajdúhadház a Újfehértó. Poblíže je též obec Bököny.